# Тора (приток Верхней Лупьи)
Тора — река в России, течёт по территории Ленского района Архангельской области. Является левым притоком реки Верхняя Лупья (бассейн Северной Двины).
Длина реки составляет 16 км.

## Гидрография
Тора начинается из небольшого лесного болота на высоте 140 м над уровнем моря. Основное направление течения — северо-запад. Устье реки находится на высоте 66 м над уровнем моря, в 54 км по левому берегу реки Верхняя Лупья, у посёлка Вандыш.

## Данные водного реестра
По данным государственного водного реестра России относится к Двинско-Печорскому бассейновому округу, водохозяйственный участок реки — Вычегда от города Сыктывкар и до устья, речной подбассейн реки — Вычегда. Речной бассейн реки — Северная Двина.
Код объекта в государственном водном реестре — 03020200212103000024105.